# Vent frais, vent du matin

Vent frais, vent du matin,  aussi appelé Vent frais ou encore Canon du vent est un chant en canon pour enfants, à trois voix, simple et facile à chanter. La chanson tire son nom du début des paroles.

## Auteur et origine
Selon le livre Les plus belles chansons du temps passé, la chanson aurait été composée vers 1965. Le livre ne précise pas l'auteur.
L'air reprend la mélodie du canon Hey, Ho Nobody at Home de Thomas Ravenscroft (1609),.

## Interprétations

Partition de Vent frais, vent du matin (Hey, Ho Nobody at Home de Thomas Ravenscroft, 1609).

Il existe de multiples interprétations de cette chanson : on peut citer notamment celles de Pigloo, Vincent Malone, Andeol Chartier, de Petit Ours Brun ou une version scoute,.

## Paroles
Vent frais, vent du matin,

Vent qui souffle au sommet des grands pins,

Joie du vent qui souffle, allons dans le grand [vent frais...]

### Variantes

#### France/États-Unis (Steve Waring)
Hé ho pas un chat 

Pas de pain ni vin chez moi 

Mais pourtant joyeux vous me retrouverez

#### Italie
Vento sottile, vento del mattino,

Vento che scuoti la cima del mio pino,

Vento che danzi, che balli, l'amore tu ci porti vento sottile.

#### Allemagne
Hejo spann den Wagen an

seht, der Wind treibt Regen übers Land

Holt die goldenen Garben!

Holt die goldenen Garben!,

#### Angleterre
Heigh ho, nobody home

Meat nor drink nor money have I none.

Yet will I be merry, merry, merry...